# Don't Take No for an Answer
Don't Take No for an Answer è un EP degli Odin, uscito nel 1985 per l'Etichetta discografica Greenworld/Half-Wet Records.

## Tracce
1. The Writer (Duncan) 04:00
2. One Day To Live (Samson) 03:37
3. Shining Love (Samson) 06:31
4. Solar Eye (Duncan) 05:36
5. Don't Take No For An Answer (Duncan, Randy "O") 03:27
6. Judgement Day (Duncan) 05:18

## Formazione
- Randy "O" - voce
- Jeff Duncan - chitarra
- Aaron Samson - basso
- Shawn Duncan - batteria